# 南華鋸角螢
南華鋸角螢（学名：Lucidina vitalisi）为螢科鋸角螢屬下的一个种。